# Xã Swatara, Quận Lebanon, Pennsylvania
Xã Swatara (tiếng Anh: Swatara Township) là một xã thuộc quận Lebanon, tiểu bang Pennsylvania, Hoa Kỳ. Năm 2010, dân số của xã này là 4.555 người.